# Марк Фрайберґер
Марк Фрайберґер (англ. Marc Freiberger, 27 листопада 1928 — 29 червня 2005) — американський баскетболіст.
Олімпійський чемпіон 1952 року.